# Lobanilia asterothrix
Lobanilia asterothrix är en törelväxtart som beskrevs av Radcl.-sm.. Lobanilia asterothrix ingår i släktet Lobanilia och familjen törelväxter. Inga underarter finns listade i Catalogue of Life.